# Томашанці
45°23′ пн. ш. 18°25′ сх. д. / 45.38° пн. ш. 18.41° сх. д.
Томашанці (хорв. Tomašanci) — населений пункт у Хорватії, в Осієцько-Баранській жупанії у складі громади Горяни.

## Населення
Населення за даними перепису 2011 року становило 583 осіб.
Динаміка чисельності населення поселення:

## Клімат
Середня річна температура становить 11,02 °C, середня максимальна – 25,39 °C, а середня мінімальна – -6,20 °C. Середня річна кількість опадів – 702 мм.
| Клімат поселення                              | Клімат поселення | Клімат поселення | Клімат поселення | Клімат поселення | Клімат поселення | Клімат поселення | Клімат поселення | Клімат поселення | Клімат поселення | Клімат поселення | Клімат поселення | Клімат поселення | Клімат поселення |
| Показник                                      | Січ.             | Лют.             | Бер.             | Квіт.            | Трав.            | Черв.            | Лип.             | Серп.            | Вер.             | Жовт.            | Лист.            | Груд.            |                  |
| Середній максимум, °C                         | 5,77             | 8,08             | 12,74            | 17,27            | 22,27            | 25,39            | 25,18            | 24,77            | 20,82            | 15,37            | 9,42             | 5,46             |                  |
| Середня температура, °C                       | −0,2             | 2,10             | 6,76             | 11,30            | 16,28            | 19,39            | 21,12            | 20,71            | 16,77            | 11,30            | 5,40             | 1,40             |                  |
| Середній мінімум, °C                          | −6,2             | −3,9             | 0,79             | 5,30             | 10,30            | 13,40            | 17,06            | 16,64            | 12,70            | 7,26             | 1,30             | −2,68            |                  |
| Норма опадів, мм                              | 45               | 42               | 43               | 53               | 65               | 90               | 66               | 62               | 52               | 61               | 68               | 55               |                  |
| Середньомісячна швидкість вітру, м/с          | 2.12             | 2.40             | 2.70             | 2.60             | 2.30             | 2.10             | 2.10             | 1.90             | 1.90             | 2.00             | 2.10             | 2.20             |                  |
| Середньомісячна сонячна радіація, кДж/м²·день | 4281             | 6939             | 10872            | 15427            | 19267            | 21294            | 22159            | 20343            | 14976            | 9362             | 4851             | 3599             |                  |
| --------------------------------------------- | ---------------- | ---------------- | ---------------- | ---------------- | ---------------- | ---------------- | ---------------- | ---------------- | ---------------- | ---------------- | ---------------- | ---------------- | ---------------- |
| Джерело:                                      |                  |                  |                  |                  |                  |                  |                  |                  |                  |                  |                  |                  |                  |